# Emilio Polli
Emilio Polli (Milano, 10 aprile 1901 – Milano, 30 gennaio 1983) è stato un nuotatore italiano,  olimpico a Parigi nel 1924 e ad Amsterdam nel 1928, inoltre tra il 1924 e il 1938 è stato venticinque volte campione italiano e 74 volte a medaglia in importanti manifestazioni internazionali, partecipando ai primi veri Campionati europei di nuoto della storia a Budapest nel 1926. È Emilio Polli il primo in Italia a praticare il vero “crawl” americano con alcune innovazioni, inventando il “crawl europeo”. Per le sue imprese nel nuoto, Emilio Polli è stato insignito della Stella d'Oro per i meriti sportivi e del Collare d'Oro dal CONI.

## Biografia
Fece parte della prima, storica generazione di nuotatori italiani, insieme a Paolo Costoli, Giuseppe Perentin e Antonio Conelli, capace di imporsi in campo internazionale tra la fine degli anni venti e l'inizio degli anni trenta, e fu due volte atleta olimpionico.

Seguitissima gara di nuoto attorno al 1920 a cui partecipò il campione Emilio Polli

## Carriera
Venticinque volte campione italiano, inizia a nuotare a soli cinque anni, grazie al padre Pietro, che durante una gita sul lago, nel 1906 lo iscrive alla FIN di Como, nata pochi anni prima, si appassionerà così al nuoto ma anche ai tuffi e alla pallanuoto iniziando poi a nuotare con regolarità a Milano presso la Società Canottieri Milano,  nelle vie dell'acqua del Naviglio milanese.
Nel 1920 a soli diciannove anni, Emilio Polli è già classificato al numero 107 della prima classifica dei nuotatori più forti del mondo.
Nel 1924 Emilio debutta ai campionati italiani vincendo i 100 metri stile libero e dorso, meritandosi immediatamente la convocazione per i Giochi Olimpici di Parigi dove gareggia nella staffetta.
Per sei anni di fila vince i Campionati Italiani "100 metri stile libero": 1924, 1925, 1926, 1927, 1928, 1929 e poi ancora vince nel 1931. Nei "50 metri stile libero" vince i Campionati italiani per tre anni di fila nel 1926, 1927 e 1928. Nei "200 metri stile libero" vince i Campionati italiani nel 1927. Ma anche nei "100 metri stile dorso" vince i Campionati italiani per tre anni di fila nel 1924, 1925, 1926.
Nel 1926 vengono disputati per la prima volta, i "Campionati europei di nuoto" della storia, a Budapest, Emilio Polli, viene chiamato in rappresentanza dell'Italia, arriva in finale nei 100 metri (7º) e nella 4×200 metri stile libero, quinto con Renato Bacigalupo, Gianni Patrignani e Bruno Parenzan.
Nel 1927, si svolgono gli Europei di Bologna, Emilio Polli è ancora finalista in entrambe le gare, quinto nei 100 metri e quarto in staffetta con Ettore De Barbieri, Antonio Conelli e Bacigalupo.
Partecipa ai Giochi olimpici di Amsterdam del 1928, dove è semifinalista nei 100 m e dove ha fatto parte anche della staffetta. 
Negli anni '30 viene selezionato come testimonial italiano del nuovo sport della pallanuoto.Emilio Polli è stato infatti anche atleta di pallanuoto e tuffi.

## Vita personale

L'Olimpionico Emilio Polli alla Società Canottieri Milano nel 1922

Emilio Polli, milanese, figlio di Giulia Brambilla e Pietro Polli, ultimo figlio maschio di sette fratelli, tra cui gli eroi della prima e seconda guerra mondiale Angelo Polli e Gino Polli, solo inizialmente prese il nome d'arte durante le competizioni di "Emilio de Franchi" al fine di non coinvolgere il nome dell'azienda alimentare Fratelli Polli nelle proprie imprese e non far sapere nulla al padre che voleva non avesse distrazioni dagli studi.
Alla morte del padre a 32 anni, dovrà occuparsi di dirigere l'azienda alimentare di famiglia a Milano. Emilio Polli, in quegli anni, grazie alla sua attività, si dedicherà anche allo studio della nutrizione alimentare applicata allo sport.

### Campionati italiani
Vincitore di 14 titoli individuali e 11 in staffetta:
- 3 nei 50 m stile libero
- 7 nei 100 m stile libero
- 1 nei 200 m stile libero
- 3 nei 100 m dorso
- 2 nella staffetta 5×50 m stile libero
- 1 nella staffetta 4×100 m stile libero
- 7 nella staffetta 4×200 m stile libero
- 1 nella staffetta 3×100 m mista

nd = non disputati
| Anno | Edizione | st.libero 50 m | st.libero 100 m | st.libero 200 m | dorso 100 m | st.libero 5×50 m | st.libero 4×100 m | st.libero 4×200 m | mista 3×100 m | mista 4×50 m |
| ---- | -------- | -------------- | --------------- | --------------- | ----------- | ---------------- | ----------------- | ----------------- | ------------- | ------------ |
| 1924 | Estivi   | nd             | 1               | nd              | 1           | nd               | nd                | 3                 | nd            | nd           |
| 1925 | Estivi   | nd             | 1               | nd              | 1           | nd               | nd                | -                 | nd            | nd           |
| 1926 | Estivi   | 1              | 1               | nd              | 1           | nd               | nd                | -                 | nd            | 3            |
| 1927 | Estivi   | 1              | 1               | 1               | -           | 1                | nd                | 1                 | nd            | 2            |
| 1928 | Estivi   | 1              | 1               | nd              | -           | 1                | nd                | 2                 | nd            | 2            |
| 1929 | Estivi   | nd             | 1               | nd              | -           | nd               | nd                | 1                 | nd            | 2            |
| 1930 | Estivi   | nd             | 2               | 3               | -           | nd               | nd                | 1                 | 1             | nd           |
| 1931 | Estivi   | nd             | 1               | -               | -           | nd               | nd                | 1                 | -             | nd           |
| 1932 | Estivi   | nd             | -               | -               | -           | nd               | nd                | 1                 | 2             | nd           |
| 1933 | Estivi   | nd             | -               | -               | -           | nd               | nd                | 1                 | -             | nd           |
| 1935 | Estivi   | nd             | -               | -               | -           | nd               | nd                | 2                 | -             | nd           |
| 1936 | Estivi   | nd             | -               | -               | -           | nd               | nd                | 1                 | -             | nd           |
| 1938 | Estivi   | nd             | -               | -               | -           | nd               | 1                 | nd                | -             | nd           |

## Palmarès
| Giochi olimpici            | 100 m st. libero    | 4×200 m st. libero           |
| 1924 Parigi Francia        | ---                 | 7º in semifinale - 11'00"4 : |
| 1928 Amsterdam Paesi Bassi | 13º in semifinale " | squal. in batteria :         |
| Campionati europei         | 100 m st. libero    | 4×200 m st. libero           |
| 1926 Budapest Ungheria     | 7º 1'08"0           | 5º - 10'49"5 :               |
| 1927 Bologna Italia        | 5º 1'05"2           | 4º - 10'19"0 :               |